# کارپانتو پیاچنتینو
کارپانتو پیاچنتینو (به ایتالیایی: Carpaneto Piacentino) یک کومونه در ایتالیا است که در استان پیاچنزا واقع شده‌است.

## خصوصیات
کارپانتو پیاچنتینو ۶۳٫۲ کیلومترمربع مساحت و ۷٬۵۴۲ نفر جمعیت دارد و ۴۰۰ متر بالاتر از سطح دریا واقع شده‌است.